# 参考図書

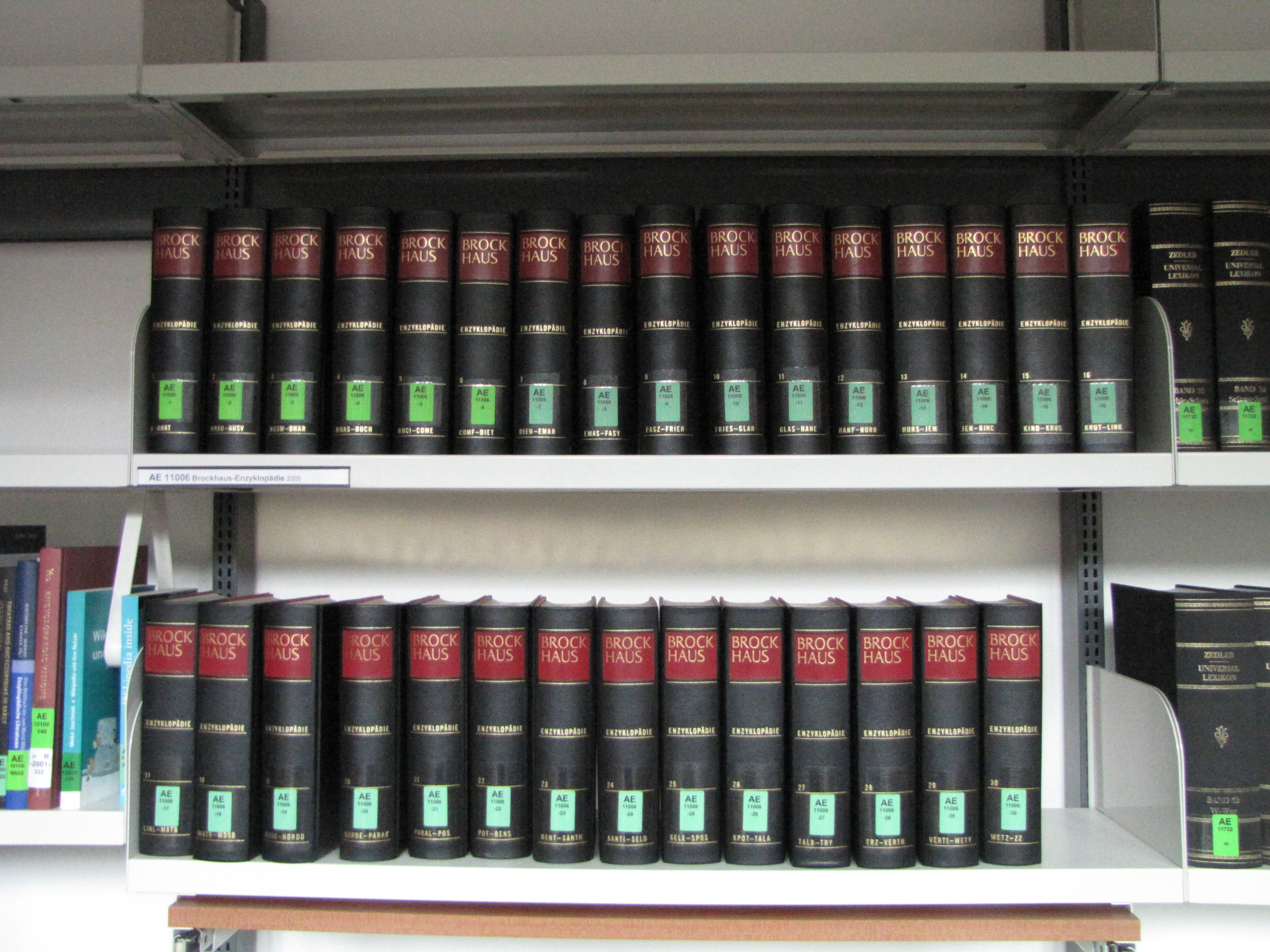
ブロックハウス百科事典。ドイツ語圏の伝統的な参考図書として知られている。

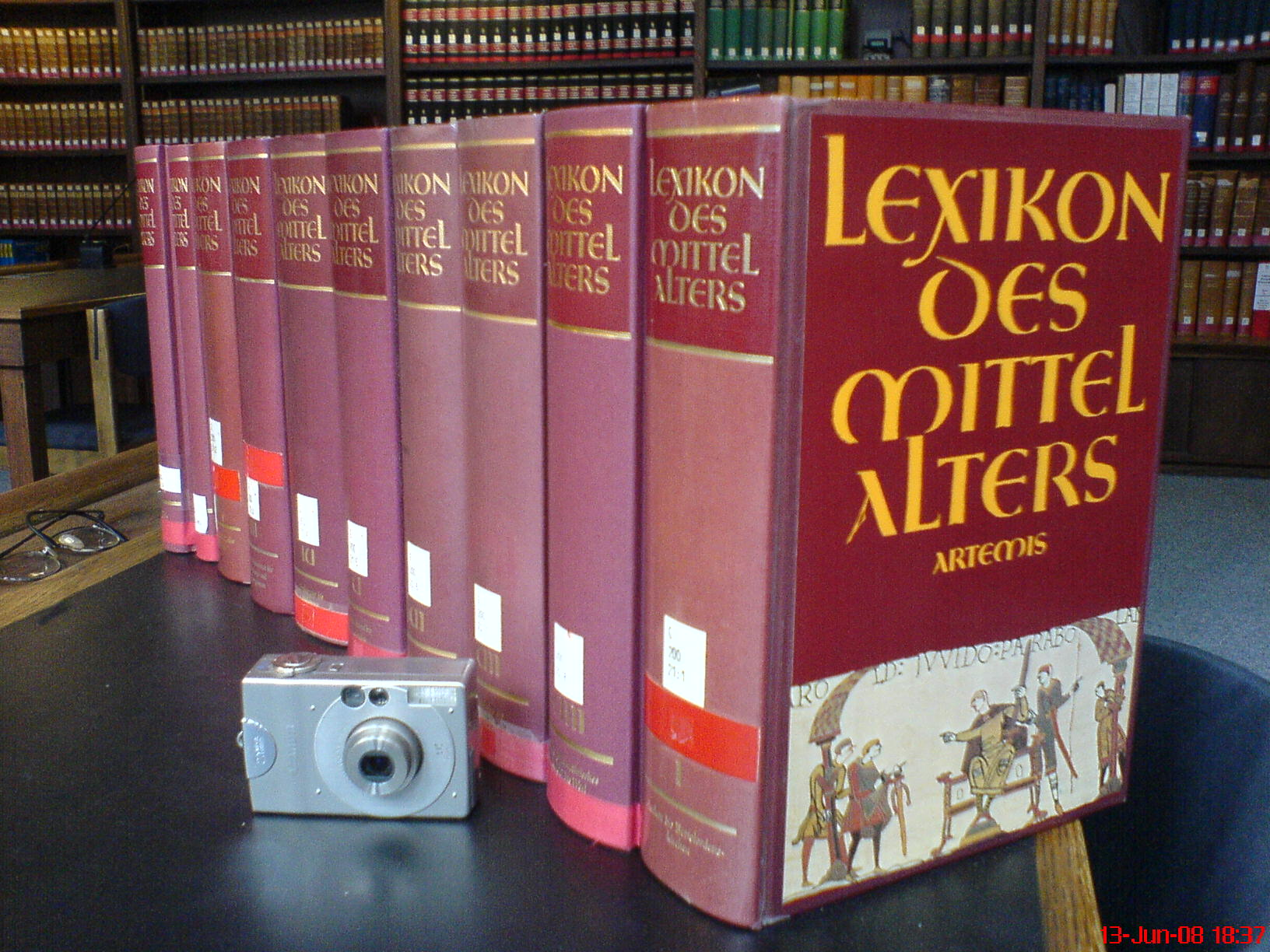
中世百科事典。中世の内容に特化したドイツ語百科事典。

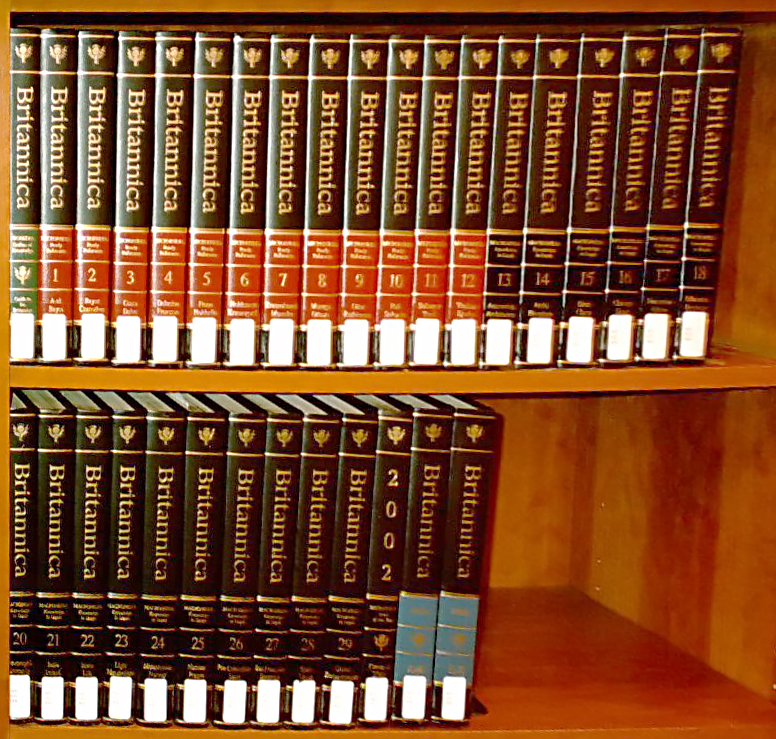
ブリタニカ百科事典第15版。上段左よりPropedia（緑）、Micropedia（赤）、Macropedia（黒）、2巻索引（青）。

参考図書（さんこうとしょ、英語: reference work、reference book、レファレンスブック）とは、既知の情報を整理して項目見出しの元にまとめ、それを一定の順序に並べることによって、特定の情報を探し出せるように編集された書籍もしくは逐次刊行物である。

## 概要
参考図書（レファレンスブック）は、その一部を参照する目的で利用できるように編集された本。通常、その内容の全てを理解するというよりも、情報の「特定の断片」を参照する目的で使用される。長澤雅男らによれば、レファレンスブックは、次の三つの要件を満たすものである。
1. （内容面）既知の情報あるいはデータが収録されていること
2. （形式面）参照しやすいように編集されていること
3. （形態面）冊子体の本であること

参考図書の多くは一人による著作物ではなく、複数人が共同で編集する。参考図書には通常、索引が末尾にある。増補版や改訂版は通常、必要が認められる場合にのみ出版され、毎年改訂版が発行されるものもある（例：『Whitaker's Almanack』、『Who's Who』など）。参考図書には辞書、シソーラス、百科事典、年鑑、文献目録、カタログ（例：図書館、博物館もしくは個々の芸術家の芸術作品のカタログ）が含まれる。また、資料集・法規集・図譜図録類は先の要件を満たすものではないが、参考図書と同じように利用できる。
多くの参考図書は電子媒体として利用可能であり、ソフトウェアとしての形態、もしくはインターネットを介した使用が可能になっている。

## 種類
参考図書は様々に類別することができるがここでは、長澤らによる、事実解説的なものと、案内指示的なものという分類を記す。

### 事実解説的レファレンスブック
それぞれの利用法に則した使い方をすれば、必要とする情報そのものを求めることができる。
- 辞書
- 事典：百科事典・専門事典・人名事典・地名事典
- 便覧
- 図鑑
- 年表：年表は年代順（あるいは月日順）に関係事項を取りあげて解説し、年代の面から各種のデータを探し出せるように編年体に編集した図書[5]。
- 年鑑
- 地図帳

### 案内指示的レファレンスブック
情報や、情報源への案内を主な機能としている。書誌情報は別として、求めている情報そのものを入手することはできないが、必要とされる図書や雑誌に関わる情報や、その所在について情報を求めることができる。
- 書誌
- 目録
- 索引・抄録

## 図書館
図書館の参考図書は図書館でのみ閲覧可能であり、図書館からの貸出は許可されていない。このような書籍の多くは、館内での短期間の閲覧もしくは複写という形態で利用される参考媒体であり、それゆえに貸出される必要がないような参考図書である。これらの参考図書は常時図書館に配備されており、必要に応じて閲覧・複写が可能である。他の参照のみ可能な書籍としては、貴重な情報であるために館外貸出を禁じている書籍がある。このような書籍は図書館内での配列においても、貸出可能な図書とは別の書架に配置されている。
一部の図書館は、その蔵書の全てもしくは大部分が貸出不可の書籍からなっている。このような図書館の例として、国立の図書館や特殊な目的に特化した図書館がある。

## 電子情報
電子参考図書は電子情報として提供される情報であり、通常コンピュータで閲覧可能である。また、電子参考図書の中にはインターネット上で閲覧可能な情報もある。図書館では多くの電子情報を提供しており、それらの中には検索案内、索引、電子書籍、電子雑誌、図書館目録、参照情報、統計情報、録音音源、画像データベースが含まれる。

## 関連文献
一般
- Higgens, Gavin, ed (1984). Printed Reference Material. Handbooks on Library Practice (2nd revised ed.). London: Library Association. ISBN 978-0853659952
- Katz, William A. (2001). Introduction to Reference Work, Volume 1: Basic Information Services (8th ed.). New York: McGraw-Hill. ISBN 978-0072441079
- Katz, William A. (2001). Introduction to Reference Work, Volume 2: Reference Services and Reference Processes (8th ed.). New York: McGraw-Hill. ISBN 978-0072441437
- Lynch, Jack (2016). You Could Look It Up: The Reference Shelf From Ancient Babylon to Wikipedia. New York: Bloomsbury Press. ISBN 978-0802777522

参考図書に関する文献
- Chenoweth, Juneal M., ed (24 June 2019). American Reference Books Annual. Santa Barbara, California: Libraries Unlimited. ISBN 978-1-4408-6913-6（1970年より毎年出版）
- Heeks, Peggy (1968). Books of Reference for School Libraries: An Annotated List (2nd ed.). London: Library Association. ASIN B0006C36OO
- Lester, Ray, ed (2005). New Walford Guide to Reference Resources, Volume 1: Science, Technology, and Medicine. New York: Neal-Schuman Publishers. ISBN 978-1856044950
- New Walford Guide to Reference Resources, Volume 2: Social Sciences. London: Facet Publishing. (2007). ISBN 978-1856044981
- Lester, Ray, ed (2015). New Walford Guide to Reference Resources, Volume 3: Arts, Humanities, and General Reference. London: Facet Publishing. ISBN 978-1856044998
- Malclès, Louise Noëlle (1950) (フランス語). Les sources du travail bibliographique. Geneva: Librairie Droz
- Sheehy, Eugene P. (1976). Guide to Reference Books (9th ed.). Chicago: American Library Association. ISBN 978-0838902059 Originally compiled by Alice B. Kroeger for first two editions beginning in 1902. Subsequently, edited by Isadore Gilbert Mudge (3rd through 6th editions) and Constance Mabel Winchell (7th and 8th editions).
- Totok, Wilhelm; Weitzel, Rolf (1984–1985) (ドイツ語). Handbuch der bibliographischen Nachschlagewerke (6th ed.). Frankfurt am Main: Klostermann（初版は1954年）
- Walford, A. J., ed (1980). Walford's Guide to Reference Material, Volume 1: Science and Technology (4th ed.). London: Library Association. ISBN 9780853656111
- Walford's Guide to Reference Material, Volume 2: Generalia, Language and Literature, The Arts (4th ed.). London: Library Association. (1987)
- Walford, A. J., ed (1981). Walford's Concise Guide to Reference Material. London: Library Association (an abridgement of Walford's Guide)